# I'm Not in Love
Singles de 10cc
Life Is a Minestrone (en)
(1975) Art for Art's Sake (en)
(1975)
I'm Not in Love est une chanson du groupe 10cc, parue en 1975 et extraite de l'album The Original Soundtrack.
Également parue en single, elle s'est classée 1re au Royaume-Uni et 2e aux États-Unis et a permis au groupe britannique de percer à l'étranger. Elle reste l'une des chansons les plus connues de 10cc.

## Genèse
I'm Not in Love est une composition écrite par Eric Stewart et Graham Gouldman. Elle se singularise par son backing track innovant et distinctif, composé principalement de nappes des voix des quatre musiciens, jouées sur un multipiste, à l'instar d'un clavier de synthétiseur. Sorti au Royaume-Uni en mai 1975 comme deuxième single du troisième album du groupe, The Original Soundtrack, il est devenu le deuxième des trois singles numéro un du groupe au Royaume-Uni entre 1973 et 1978, en tête du classement des singles britanniques pendant deux semaines. La chanson a également été le succès mondial du groupe, atteignant le numéro un en Irlande et au Canada et le numéro deux sur le Billboard Hot 100 aux États-Unis, ainsi que le top 10 en Australie, en Nouvelle-Zélande et dans plusieurs pays européens.
Écrit principalement par Stewart comme une réponse à la déclaration de sa femme, selon laquelle il ne lui disait pas assez souvent qu'il l'aimait, I'm Not in Love était à l'origine conçu comme une chanson de bossa nova jouée à la guitare, mais les deux autres membres du groupe, Kevin Godley et Lol Creme, la détestaient sous cette forme et firent tout pour qu'elle soit abandonnée. Cependant, après avoir entendu des personnes continuer à chanter la mélodie autour de leur studio, Eric Stewart persuada le groupe de donner une autre chance à cette chanson. Ce à quoi Kevin Godley répondit que pour que la chanson fonctionne, il fallait la changer radicalement : il suggéra de créer une nouvelle version utilisant uniquement des voix, chantées par les membres du groupe.

## Enregistrement
Eric Stewart passe trois semaines à enregistrer Gouldman, Godley et Creme chantant des « ahhhh » seize fois pour chaque note de la gamme chromatique, formant ainsi un « chœur » de quarante-huit voix. Le principal problème auquel le groupe doit faire face est de savoir comment maintenir les notes vocales pendant une durée infinie. Mais Creme suggère qu'ils pourraient contourner ce problème en utilisant des boucles de bandes, à la manière d'un mellotron. Eric Stewart crée des boucles d'environ douze pieds de long en faisant passer la boucle à une extrémité à travers les têtes de bande de l'enregistreur stéréo dans le studio, et à l'autre extrémité à travers un rouleau de cabestan fixé au sommet d'un pied de microphone, en tendant la bande. En créant de longues boucles, le « blip » causé par le joint de chaque boucle de bande peut être noyé par le reste de la piste de support, à condition que les joints de chaque boucle ne soient pas concomitants. Après avoir créé douze boucles de bande pour chacune des douze notes de la gamme chromatique, Eric Stewart joue chaque boucle sur une piste isolée de la table de mixage. Celle-ci devient ainsi un instrument de musique avec toutes les notes de la gamme chromatique, que les quatre membres jouent ensemble, en fondu enchaîné de trois ou quatre canaux à la fois pour créer des accords pour la mélodie de la chanson. Eric Stewart met un ruban au bas de chaque canal, rendant impossible d'en réduire le volume sonore à zéro et forçant des fondus enchaînés pour chaque note, d'où le murmure constant des voix entendues tout au long de la chanson. Le compositeur et professeur de théorie musicale Thomas MacFarlane considère que les voix éthérées qui s'en dégagent, avec leurs effets de synthèse déformés, sont une influence majeure sur la chanson à succès Just the Way You Are, de Billy Joel, qui sort deux ans plus tard.
Une piste de guidage de base est d'abord enregistrée afin d'aider à créer la mélodie à l'aide des voix, mais l'instrumentation appropriée est ajoutée après l'enregistrement des voix. Conformément à l'idée de Godley de se concentrer sur les voix, seuls quelques instruments sont utilisés : un piano électrique Fender Rhodes joué par Stewart, une guitare électrique Gibson 335 jouée par Gouldman pour la mélodie rythmique et un son de grosse caisse joué par Godley sur un synthétiseur Moog que Creme a récemment acheté et appris à programmer. Le son de batterie créé est très doux et ressemble davantage à un battement de cœur, afin de ne pas dominer le reste du morceau. Creme joue du piano pendant le pont et le huit du milieu, où il a reproduit la mélodie des paroles qui a été abandonnée. Le huit du milieu est également la seule partie de la chanson qui contient une ligne de basse, jouée par Gouldman. Une boîte à musique jouet est enregistrée et doublement déphasée pour le huit du milieu et la séquence finale.
Une fois l'accompagnement musical terminé, Stewart enregistre la voix principale et Godley et Creme les chœurs, mais, même si la chanson est terminée, Godley sent qu'il manque encore quelque chose. Stewart déclare : « Lol s'est souvenu qu'il avait dit quelque chose dans les micros du piano à queue lorsqu'il écrivait les solos. Il avait dit : Taisez-vous, les grands garçons ne pleurent pas. Dieu sait pourquoi, mais je l'ai enregistré et tous ont convenu que l'idée semblait très intéressante si nous pouvions juste trouver la bonne voix pour dire les mots. Juste à ce moment-là, la porte de la salle de contrôle s'est ouverte et notre secrétaire Kathy Redfern a chuchoté : Eric, désolée de vous déranger. Il y a un appel téléphonique pour vous. Lol a sursauté et a dit : C'est la voix, sa voix est parfaite ! ». Le groupe convient que la secrétaire est la personne idéale, mais celle-ci n'était pas convaincue et a dû être persuadée d'enregistrer sa contribution vocale, en utilisant le même chuchotement qu'elle a utilisé en entrant dans la salle de contrôle. Ces paroles chuchotées Big Boys don't cry serviront plus tard d'inspiration pour le nom du groupe des années 1980 Boys Don't Cry.

## Musiciens
- Eric Stewart : chant, piano électrique Fender Rhodes
- Lol Creme : piano, chœurs
- Kevin Godley : synthétiseur Moog, chœurs
- Graham Gouldman : guitare, basse, chœurs

## Personnel additionnel
- Kathy Redfern : chuchotements : Big Boys Don't Cry

## Reprise
- Le groupe Fun Lovin' Criminals sort en single sa version en 1997
- La chanteuse Kelsey Lu a repris I'm Not in Love sur son album Blood publié le 18 avril 2019[4].
- Roé, chanteur franco-espagnol de culture catalane, a adapté ce morceau en espagnol en 1990 sous le titre Soledad[5].
- Salvatore Adamo en fait une adaptation en français, dans son album In French Please ! en 2023, sous le titre J’dis pas qu’je t’aime[6].

## Dans la culture
Sauf indication contraire, les informations mentionnées dans cette section peuvent être confirmées par le générique de fin de l'œuvre audiovisuelle présentée ici, ainsi que par la base de données cinématographiques IMDb,  présente dans la section « Liens externes ».

### Cinéma
1976 : La marge
1993 : Proposition indécente (reprise par The Pretenders)
1999 : Extension du domaine de la lutte
1999 : The Virgin Suicides
2008 : Nos 18 ans
2000 : Un couple presque parfait (reprise par Olive)
2004 : Bridget Jones : l’âge de raison
2014 : Les gardiens de la galaxie
2021 : Lui

### Télévision
Elle est présente dans l'épisode 5 de la saison 3 de la série télévisée Le Journal de Meg, dans l’episode 1 saison 1 de Cold Case, dans l'épisode 1 de la saison 1 de la série télévisée Pose, ainsi que dans l'épisode 6 de la saison 2 de la série Big Love. I'm Not in Love est aussi présente dans l'épisode 5 de la saison 3 de SKAM. La chanson apparait dans le premier épisode de la série télévisée Mindhunter (2017). On retrouve la chanson reprise par Kelsey Lu dans l'épisode 8 de la saison 1 de la série Euphoria.

## Classements hebdomadaires
| Classement (1975)                      | Meilleure position |
| -------------------------------------- | ------------------ |
| Allemagne (Media Control AG)           | 8                  |
| Belgique (Flandre Ultratop 50 Singles) | 5                  |
| France (SNEP)                          | 3                  |
| Pays-Bas (Single Top 100)              | 5                  |
| Royaume-Uni (UK Singles Chart)         | 1                  |
| Suisse (Schweizer Hitparade)           | 8                  |